# Rudolf Perešin
Rudolf Perešin, hrvaški vojaški pilot, * 25. marec 1958, Jakšinec pri Gornji Stubici, † 1995.

## Šolanje
V zadnjem razredu osemletke se je odločil za poklic pilota. Gimnazijo je naredil v Mostarju. Uspešno je opravil psihofizični preizkus visokih kriterijev in se leta 1977 vpisal v Visoko pilotsko vojaško akademijo Zadar. Končal jo je leta 1981 kot eden izmed najboljših pilotov, z nadpovprečnimi rezultati, pri čemer je dobil naziv bojnega pilota, pilotska zlata krila in prvi častniški čin. Istega leta je bil zaradi posebnih letalskih in psihofizičnih sposobnosti, posebno pa zaradi visoke tehnike pilotiranja, preciznosti in odmerjenosti v postopkih ter zaradi dobrega spomina in zmožnosti opazovanja, izbran za pilota izvidnika z lovskim letalom MiG-21. Na letih v Bihaću je dosegel svoje profesionalne vrhunce.

## Beg iz Jugoslovanske ljudske armade
Leta 1990, ko se je JLA pripravljala na napad na Hrvaško, je kakor večina Hrvaških pilotov odklonil pristopiti politični organizaciji Zveza komunistov Jugoslavije - gibanje za Jugoslavijo, ki bi naj napravila novo ideološko osnovo za obstanek centralizirane in unitarne države pod vodstvom Miloševićeve Srbije.
Perešin se je brez dvoma odločil z MiG-om zapustiti JLA in se vključiti v obrambo svoje domovine. Kljub tveganosti naloge - kot mnogi Hrvati je bil namreč pod stalnim nadzorom - je do potankosti izdelal načrt bega. V času enega izmed opazovalnih letov iz Vojaškega oporišča Željava, ko je opravljal nalogo opazovanja umika JLA iz Slovenije in ko je letel na območju Kopra, se je usmeril nazaj proti Ljubljani z razlogom porabiti kar največ goriva in varno pristati na letališču Letališče Celovec, kjer je uspešno pristal. Letalo Mig-21 je bilo zelo nevarno za pristanek s polnimi dodatnimi rezervoarji. S tem svojim domoljubnim dejanjem je prizadejal težek moralni in politični udarec agresorski vojski in njenem letalstvu, državljanom Hrvaške pa neizmeren ponos, kljubovanje in rast narodne zavesti v najbolj kritičnih dneh Domovinske vojne. 25. oktobra 1991 je cel svet ob fotografiji njega in letala slišal besede: »Jaz sem Hrvat, ne morem in nočem streljati na Hrvate!« (»Ja sam Hrvat, ne mogu i neću pucati na Hrvate!«).
Letalo je potem še nekaj časa stalo na letališču Celovec, ne da bi vedeli, kaj bi z njim. Avstrijci so ga zatem s pomočjo letalskih tehnikov iz bivše DDR razstavili in shranili v tankovski bazi v Grossmittlu nedaleč od Dunajskega Novega mesta. Za potrebe razstave je bil ponovno sestavljen in se je nekaj let nahajal na letališču Zeltweg. Sedaj je letalo v Zagrebu.

## Vrnitev v domovino
Ko se je prvič po prebegu vrnil v Glavni štab Hrvaške vojske v Zagrebu, je v intervjuju na vprašanje, ali se počuti heroja, dejal: »Storil sem samo to, kar mislim da je dolžnost vsakega državljana Hrvaške. Vsak, ki Hrvaško smatra za svojo domovino, mora prispevati k borbi za domovino. Pravi heroji so v Vukovarju in na drugih bojnih linijah, a za mnoge od njih se sploh nikoli ne bo slišalo.« Leta 1994 je bil izbran za predsednika novonastale Zagrebške zveze na letalsko-tehničnem področju. S svojo aktivnostjo je bistveno prispeval k pridobivanju otrok in mladine za programe tehniške kulture. Danes se zveza imenuje po njem. 

## Pilot Hrvaškega vojnega letalstva
Rudolf Perešin sam in njegova prva lovska eskadrilja so opravljali mnoge bojne naloge in branili Zagreb ter hrvaški zračni prostor. Tako je bilo tudi 2. maja 1995, drugega dne Operacije Blisk: v zgodnjih jutranjih urah, ko je opravljal bojno nalogo. Napadal je most na katerem je bil pozneje tudi zamenjan za nekaj srbskih pripadnikov vojske Srbije. Pri Stari Gradiški, je bil njegov MiG-21 verjetno zadet iz protiletalskega orožja vrste strela SA-7, tako da je postalo njegovo letalo neupravljivo. Tukaj je portebno dodati da je bil let izdan oziroma so Srbi točno vedeli kdo upravlja z letalom. Letalec je bil med tem v odsotnosti obsojen zaradi dezerterstva. Rudolf se je na ekstremno nizki višini (manj kot 50 metrov) in v nesigurnem nagibu katapultiral, pri čemer je pristal na sovražnem teritoriju, medtem ko je avion zaradi silne hitrosti vrglo čez Savo, tako da je letalo strmoglavilo na že osvobojenem ozemlju. Perešin je bil zatem ujet in s tem se je izgubila za njim vsaka sled. Dve leti zatem, 4. avgusta 1997, je srbska stran končno svojcem vrnila njegove posmrtne ostanke. 15. septembra istega leta so ga pokopali na Mirogojskem pokopališču v Zagrebu.
24. junija 2004 so v Gornji Stubici odprli spominski park »Rudolf Perešin«, v katerem se nahaja Rudolfov kip in letalo MiG-21, ki je prispelo iz remontnega zavoda v Veliki Gorici. Ob odprtju je obrambni minister Berislav Rončević izjavil, da bodo poskušali iz Avstrije dobiti MiG-21R reg.JRV 26112 taktična št. letala 112, s katerim je Perešin pobegnil. Ostanki MiG-a, ki je bil zadet in sestreljen, so bili kasneje uporabljeni tudi v razstavi o domovinski vojni v Zagrebu.